# Świdwie (województwo kujawsko-pomorskie)
Świdwie – wieś w Polsce położona w województwie kujawsko-pomorskim, w powiecie sępoleńskim, w gminie Sępólno Krajeńskie.
| SIMC    | Nazwa    | Rodzaj    |
| ------- | -------- | --------- |
| 0095220 | Za Torem | część wsi |

Do 1954 roku w granicach miasta Sępólno Krajeńskie.
W latach 1975–1998 miejscowość administracyjnie należała do województwa bydgoskiego. Według Narodowego Spisu Powszechnego (III 2011 r.) liczyła 159 mieszkańców. Jest dziewiętnastą co do wielkości miejscowością gminy Sępólno Krajeńskie.